# Raffset

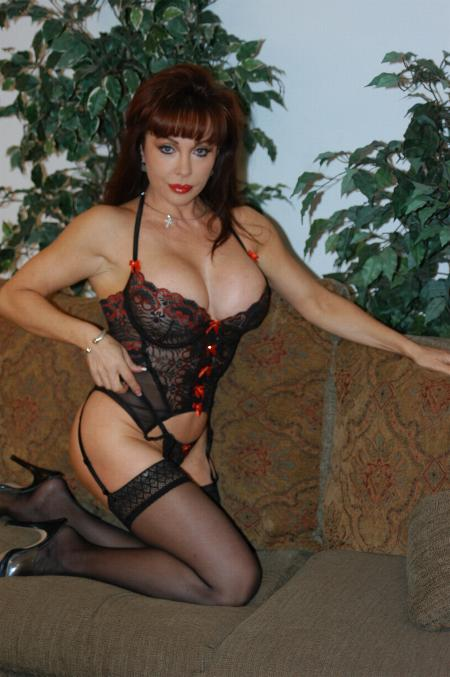
Kvinna i en typ av underkläder som ibland kallas raffset.

Raffset är en uppsättning damunderkläder vars syfte är att vara sexiga. Uppsättningen består vanligtvis av behå, trosor, strumpebandshållare och nylonstrumpor. Ordet dyker upp i svenska kvällstidningsannonser i slutet av 1970-talet, men hur gammalt ordet är på svenska är oklart. Ordet härstammar från raffig, en omskrivning för "raffinerad" eller "raffinemang", som blev ett modeord på 1930-talet för något som var häftigt, snyggt, djärvt eller sexigt.